# رباط غرابی‌ترقوه‌ای
رباط غرابی‌ترقوه‌ای (به انگلیسی: Coracoclavicular) یک رباط در ناحیه شانه است که برای اتصال ترقوه با زائده غرابی (کوراکوئید) کتف عمل می‌کند.
این در حقیقت به مفصل سرشانه‌ای‌ترقوه‌ای (AC) تعلق ندارد، اما معمولاً با نام آن توصیف می‌شود، زیرا رباطی کارآمد برای حفظ ترقوه در تماس با زائده سرشانه‌ای است. این رباط از دو یخش تشکیل شده است، رباط ذوزنقه‌ای در جلو و رباط قیفی در پشت. حرکت در این مفصل بسیار کم است.
این رباط‌ها از جلو با ماهیچه زیرترقوه و عضله دلتوئید و از پشت با ماهیچه ذوزنقه‌ای در ارتباط هستند. رباط غرابی‌ترقوه‌ای قوی‌ترین تثبیت‌کننده مفصل مفصل سرشانه‌ای‌ترقوه‌ای است. این رباط در انتقال وزن اندام بالایی / فوقانی به اسکلت محوری نقش بسیار مهمی دارد.